# 基利傑阿爾斯蘭三世
基利傑阿爾斯蘭三世（土耳其語：Kilij Arslan III；波斯語：‎，他名字的意思是「劍獅」），其父蘇萊曼沙阿二世去世後，他曾於1204年－1205年間短暫擔任魯姆蘇丹國的蘇丹 。